# Jhansi (huyện)
Huyện Jhansi là một huyện thuộc bang Uttar Pradesh, Ấn Độ. Thủ phủ huyện Jhansi đóng ở Jhansi. Huyện Jhansi có diện tích 5024 ki lô mét vuông. Đến thời điểm năm 2001, huyện Jhansi có dân số 1746715 người.